# Bretagne (1913)

El Bretagne fue un acorazado de la Marina Francesa, y el líder su clase, y que recibía su nombre en honor a la región francesa del mismo nombre (Bretaña).

## Construcción
Su quilla fue puesta en grada del arsenal de Brest el 1 de julio de 1912, siendo botado  el 21 de abril de 1913.  Sus obras, finalizaron el 1 de septiembre de 1915 y portaba como armamento principal 10 de los nuevos cañones de 340 mm dispuestos en torretas dobles, dos sobre la línea de crujía a popa con la más cercana al puente elevada, otras dos en la misma situación a proa, y una también sobre la línea de crujía a mitad del buque, que podía disparar a ambas bandas, pero no en caza ni en retirada. Estas piezas de 340 mm procedían de los buques cancelados de la clase Normandie.
El Bretagne fue modificado parcialmente para funcionar con fuel oil entre los años 1921 y 1925, y posteriormente, fue reconstruido entre 1932 y 1934.  Aunque sus nuevas calderas le permitían alcanzar los  43 000 cv, este incremento de potencia, solo le permitió incrementar su velocidad a 21 nudos.

## Servicio

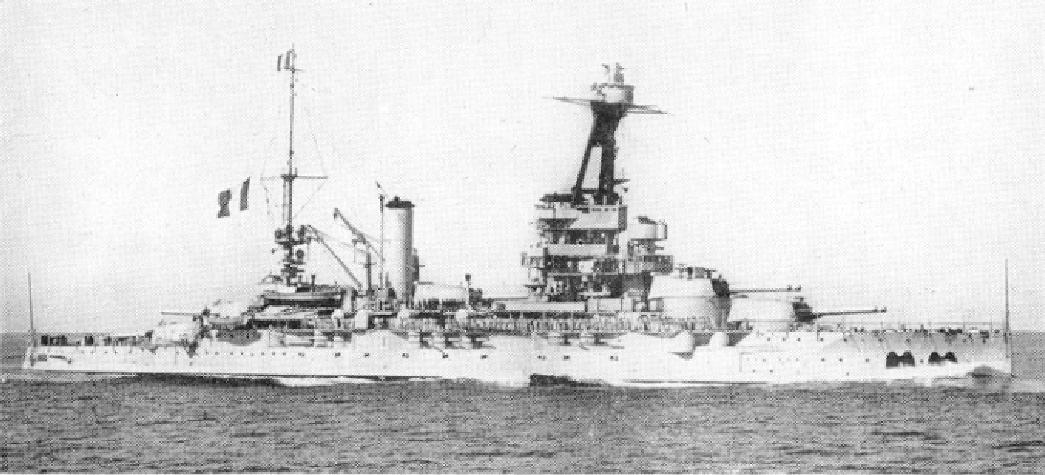
Provence después de su mordernización en 1934.

Sirvió en el Mediterráneo durante ambas guerras mundiales, el Bretagne navegó con rumbo a Mers-el-Kebir tras la caída de Francia en 1940.  Los británicos, temían que la poderosa flota francesa, cayera en manos de los alemanes, por lo que decidieron realizar un ataque preventivo contra dicha flota. Tras un ultimátum conminándolos a rendirse el ataque de los acorazados británicos HMS Valiant y HMS Resolution y al crucero de batalla HMS Hood fue rechazado. El Bretagne fue hundido por el fuego artillero naval de los tres buques nombrados, durante la destrucción de la flota francesa en Mers-el-Kebir el 3 de julio de 1940, con la pérdida de 977 marineros franceses.
Fue reflotado en 1952, para ser posteriormente desguazado.